# Good Singin', Good Playin'
Good Singin' Good Playin'   - одинадцятий студійний альбом американської рок-групи Grand Funk Railroad. Альбом вийшов 2 серпня 1976 року MCA Records.
Група насправді розпалася, але після того, як Френк Заппа висловив зацікавленість створити альбом для них, вони знову зібралися для ще однієї спроби успіху. Записаний у 1976 році для MCA Records, цей альбом включав виступ Заппи, що грав на соло гітарі на пісні "Out to Get You". Хоча спарювання здавалося химерним, барабанщик Grand Funk Дон Брюєр сказав: "Вся його точка зору на те, що таке рок-н-рол, в основному така ж, як і у нас .... Тримайте це якомога простіше і справді виводитеме кулі з цієї речі". " Заппа сказав: "Все, що я хотів - це зробити документальний фільм, який показав би вам, як саме вони справді звучать. На початку запису ви можете почути Grand Funk Railroad ... і вони фантастичні, смачні з фаном у три рази вище, ніж ви! " Grand Funk вирішив після запису на наступний день знову розійтися, хоча Заппа залишився з ними до 4 ранку, намагаючись розмовляти. 
Альбом не мав комерційного успіху, лише він потрапив до №52 у   Billboard  Top 200 .   Альбом був останнім випуском, на якому були представлені обидва басиста Мел Шачер та клавішник Крейг Мороз .

## Список композицій
Всі пісні написані Марком Фарнером, за винятком вказаних.
| Перша сторона | Перша сторона                 | Перша сторона          | Перша сторона |
| #             | Назва                         | Автор                  | Тривалість    |
| ------------- | ----------------------------- | ---------------------- | ------------- |
| 1.            | «Just Couldn't Wait»          |                        | 3:28          |
| 2.            | «Can You Do It»               | Річард Стріт, T. Горді | 3:17          |
| 3.            | «Pass It Around»              | Фарнер, Дон Бревер     | 4:59          |
| 4.            | «Don't Let 'Em Take Your Gun» |                        | 3:40          |
| 5.            | «Miss My Baby»                |                        | 7:20          |

| Друга сторона | Друга сторона          | Друга сторона | Друга сторона |
| #             | Назва                  | Автор         | Тривалість    |
| ------------- | ---------------------- | ------------- | ------------- |
| 6.            | «Big Buns»             |               | 0:30          |
| 7.            | «Out to Get You»       | Бревер, Фрост | 4:44          |
| 8.            | «Crossfire»            |               | 4:19          |
| 9.            | «1976»                 |               | 4:20          |
| 10.           | «Release Your Love»    |               | 3:52          |
| 11.           | «Goin' for the Pastor» |               | 5:24          |

| CD бонусні треки | CD бонусні треки | CD бонусні треки | CD бонусні треки |
| #                | Назва            | Автор            | Тривалість       |
| ---------------- | ---------------- | ---------------- | ---------------- |
| 12.              | «Rubberneck»     | Brewer           | 5:15             |

## Склад
- Марк Фарнер – гітара, вокал; піаніно на “Just Couldn’t Wait” і "Don't Let 'Em Take Your Gun"
- Крейг Фрост – електроорган, бек-вокал
- Мел Шахер – бас гітара, век-вокал
- Дон Брюєр – барабани, перкусія, вокал
- Френк Заппа – гітара на "Out to Get You", бек-вокал на "Rubberneck", продюсер

1. ↑  Donald A. Guarisco. Good Singin', Good Playin' - Grand Funk Railroad. AllMusic. Архів оригіналу за 25 травня 2020. Процитовано 2 червня 2019.
2. 1 2 3   Barry Miles,  Zappa: A Biography , Grove Press, 2004, с. 254. ISBN 0-8021-1783-X.
3. ↑  альбом / good-singin-good-playin-mw0000047015 / нагороди Grand Funk Railroad,  Good Singin, Good грає  Позиція діаграми [Архівовано 1 липня 2016 у Wayback Machine.] Отримано 25 березня 2015